# Pero gamuza
Pero gamuza är en fjärilsart som beskrevs av Paul Dognin 1894. Pero gamuza ingår i släktet Pero och familjen mätare. Inga underarter finns listade i Catalogue of Life.